# Пердика (мифология)
Пердика (др.-греч. Πέρδιξ «куропатка») — персонаж древнегреческой мифологии. Афинская героиня. Дочь Эвпалама и Меропы. Сестра Дедала, мать Талоса (Пердикса).
У Дедала был племянник Талос, которого он обучал. Но оказалось, что Талос был более талантливым, чем учитель, поэтому он был убит Дедалом. Легенды говорят, что Талос был убит из-за ревности, потому, что подозревался в отношениях с матерью. Его мать, Пердика, когда она услышала эту новость, повесилась, и сограждане похоронили её далеко от Акрополя.